# Gouvernement de Bourgogne
Le Gouvernement de Bourgogne est le septième grand gouvernement militaire en France sous l'Ancien Régime.

La Bourgogne dans ses limites du XVIIIe siècle avec les communes et départements actuels

## Territoire
Le Gouvernement général militaire de Bourgogne comprenait les territoires suivants :
- Le duché de Bourgogne, ou Bourgogne ducale (chef-lieu : Dijon), rattachée définitivement au royaume de France en 1477, et renfermant les pays suivants :
  - Le Dijonnais (chef-lieu : Dijon ; villes secondaires : Beaune, Nuys, Saint-Jean-de-Losne et Auxonne) ;
  - L'Autunois (chef-lieu : Autun ; ville secondaire : Montcenis), y compris le Brionnais (ville principale : Semur-en-Brionnais) et le Bourbonnais (ville principale : Bourbon-Lancy) ;
  - Le Chalonnais (chef-lieu : Chalon-sur-Saône), y compris la Bresse chalonnaise ;
  - L'Auxois (chef-lieu : Semur-en-Auxois ; villes secondaires : Avallon, Arnay-le-Duc et Saulieu) ;
  - Le Pays de la Montagne, ou Châtillonnais (chef-lieu : Châtillon-sur-Seine) ;
- Les comtés dits « comtés adjacents », savoir :
  - Le comté d'Auxonne, ou Auxonnois (chef-lieu : Auxonne) ;
  - Le comté de Charolles, ou Charolais (chef-lieu : Charolles) ;
  - Le comté de Mâcon, ou Mâconnais (chef-lieu : Mâcon) ;
  - Le comté d'Auxerre, ou Auxerrois (chef-lieu : Auxerre) ;
  - Le comté de Bar-sur-Seine, ou Barois (chef-lieu : Bar-sur-Seine)  ;
- Les « Annexes », ou « Pays adjacents », acquis définitivement en 1601 par Henri IV au Traité de Lyon, savoir :
  - Le pays de Bresse (chef-lieu : Bourg-en-Bresse) ;
  - Le pays de Bugey (chef-lieu : Belley), y compris le Valromey (ville principale : Champagne-en-Valromey) ;
  - Le pays de Gex (chef-lieu : Gex).

S'y ajouta, en 1781, la principauté de Dombes (chef-lieu : Trévoux).

## Subdivisions
Il se subdivise en six Lieutenances-générales :
- Première : Bailliage de Dijon et de la Montagne, Comtés d'Auxonne et de Bar-sur-Seine
- Seconde : Autunois, Auxois et Auxerrois
- Troisième : Chalonnais
- Quatrième : Charolais
- Cinquième : Mâconnais
- Sixième : Bresse, Bugey, Valromey et Pays de Gex

## Liste des gouverneurs de Bourgogne
| Date                                    | Nom |
| --------------------------------------- | --- |
| de 1352                                 | Olivier de Laye Gouverneur des duché et Comté de Bourgogne |
| de 1355 ?                               | Jean de Noyers Comte de Joigny |
|                                         | Jean de Rye Seigneur de Balançon (Thervay, Jura) |
| De 1359 ? à ?                           | Guy de Frolois Seigneur de Molinot |
|                                         | Jean de Montaigu Sire de Sombernon |
|                                         | Geoffroy de Blaisy Sire de Mauvilly, Toulonjon, Vergy |
| De 1476 à ?                             | Georges de la Trémoille Sire de Craon |
| De ? à ?                                | Charles Ier d'Amboise Seigneur de Chaumont |
| De ? à 1499                             | Jean III d'Amboise Évêque de Maillezais (Poitou) et de Langres |
| De 1480 à 1499                          | Jean de Baudricourt Maréchal de France, fils de Robert de Baudricourt mêlé à l'histoire de Jeanne d'Arc |
| De 1499 à 1506                          | Engilbert de Clèves Comte de Nevers |
| De ? à ?                                | Georges II de La Trémoille |
| De 1506 à 1525                          | Louis II de La Trémoille Prince de Talmont |
| De 1526 à 1543                          | Philippe Chabot-Brion Comte de Charny, amiral de France |
| De 1543 à 1550                          | Claude de Lorraine Duc de Guise |
| De 1550 à 1573                          | Claude de Lorraine Duc d'Aumale. 3e fils du précédent. Tué en 1573 au siège de La Rochelle |
| De 1573 à 1595                          | Charles de Lorraine Duc de Mayenne, neveu du précédent. |
| De 1595 à 1602                          | Duc de Biron (Charles de Gontault) Maréchal de France. Décapité en 1602 |
| De 1602 à 1631                          | Roger de Bellegarde Fait duc et pair en 1619. Il plaça son titre sur la ville de Seurre. Disgracié en 1631 pour avoir part aux intrigues et aux révoltes de Gaston d'Orléans il perdit son gouvernement de Bourgogne                                                                                          |
| De 1631 au 26 décembre 1646 (†)         | Henri II de Bourbon Prince de Condé |
| De 1646 à 1650                          | Louis II de Bourbon (1re fois) Prince de Condé dit le Grand Condé, fils du précédent. Au moment de la Fronde, Mazarin fait arrêter Condé le 18 janvier 1650. Condé échange son gouvernement de Bourgogne qui lui avait été rendu contre celui de Guyenne en conservant les places de Dijon, Chalon et Seurre. |
| 1650                                    | César de Vendôme Duc de Vendôme (1650), fils légitimé d'Henri IV. Fit son entrée dans la capitale dijonnaise le 16 février 1650. |
| De 1651 à 1659                          | Bernard de Foix, duc d'Épernon |
| De 1659 à 1676                          | Louis II de Bourbon (2e) fois Prince de Condé dit le Grand Condé : Le traité des Pyrénées de 1659 lui assura le pardon royal et Condé recouvra le gouvernement de Bourgogne. |
| De 1676 au 1er avril 1709 (†)           | Henri-Jules de Bourbon Prince de Condé, dit Monsieur le Prince |
| Du 1er avril 1709 au 4 mars 1710        | Louis III de Bourbon Prince de Condé |
| De 1710 au 27 janvier 1740 (†)          | Louis-Henri, duc de Bourbon dit M. le duc |
| De 1740 à 1754 (interim) De 1754 à 1789 | Paul-Hippolyte de Beauvillier, duc de Saint-Aignan Louis-Joseph de Bourbon Prince de Condé |